# Cerealces scutellata
Cerealces scutellata – gatunek błonkówki z rodziny Pergidae, jedyny przedstawiciel rodzaju Cerealces.

## Taksonomia
Gatunek ten został opisany w 1882 roku przez Williama Kirby'ego. Jako miejsce typowe podano Australię Południową. Holotypem był samiec. W 193 ten sam autor opisał ten gatunek pod nazwą Cerealces cyathiformis (miej. typ. Melbourne, syntypem był samiec). Obie nazwy zostały zsynonimizowane przez Roberta Bensona w 1939 roku.

## Zasięg występowania
Gatunek ten występuje w płd.-wsch. Australii w stanach Australia Południowa, Wiktoria, Nowa Południowa Walia oraz w Terytorium Stołecznym.

## Biologia i ekologia
Roślinami żywicielskimi są przedstawiciele rodzaju eukaliptus, m.in. eukaliptus śnieżny (Eucalyptus pauciflora) spp. niphophila.